# Saussurea parviflora
Saussurea parviflora là một loài thực vật có hoa trong họ Cúc. Loài này được (Poir.) DC. miêu tả khoa học đầu tiên năm 1810.